# GXリーグ
GXリーグ（ジーエックス-）とは、企業が、2050年カーボンニュートラルに向けた取り組みを通じて経済成長を実現し社会システムの変革へ挑戦し協働する場である。事務局は経済産業省と同省が委託するGXリーグの運営を行う事業者（2024年度（※契約期間開始は2024年4月1日）は野村総合研究所）。自主的参加の温室効果ガス排出権取引（GX-ETS）も掲げる。

## 発足の経緯
経済産業省は、2020年12月に「2050年カーボンニュートラルに伴うグリーン成長戦略」を策定、これを受け、2021年2月に「世界全体でのカーボンニュートラル実現のための経済的手法等のあり方に関する研究会」が立ち上がった。2021年8月には研究会の中間整理が行われ、当時の仮称である「カーボンニュートラル・トップリーグ」の設立に向けて制度設計が行われることとなった。
2022年2月にGXリーグ基本構想を公表し参加企業を募集、2022年4月には440社が賛同を表明した。経済産業省は賛同企業との協議の上、2023年度よりGXリーグを稼働させるとしている。

## GXリーグが提供する３つの場[8]
- 未来社会像対話の場・・・幅広いステークホルダーが未来像とそこに向けた経済社会システムの移行像を示す。
- 市場ルール形成の場・・・新たなビジネスモデルを検討し、市場創造のルール作りを行う。
- 自主的な排出量取引の場・・・自主的に掲げた高い排出量削減目標の達成に向けた取組の推進・開示と、カーボン・クレジット市場を通じた自主的な排出量取引制度。GX-ETSと呼ばれ、第1フェーズ（2023年～2025年）、第2フェーズ（2026年～）と段階的に制度設計が進んでいる。[9]

## 超過削減枠
超過削減枠の、通常の発行のフローは以下のとおり。
規程規定の条件を満たす、GXリーグ参画企業（※うち、Group G企業）は、GXリーグ事務局に対し超過削減枠の創出の申込み（以下、「創出申込み」という。）をすることができる。
創出申込みがあった場合、GXリーグ事務局は、当該 Group G 企業に係る規程規定の条件に該当すると認めるとき、規程規定の算定式により算定された量の超過削減枠を当該 Group G 企業の保有する超過削減枠登録簿上の超過削減枠法人保有口座へ発行する。
発行された超過削減量の売買ができる市場の一つに、東京証券取引所カーボン・クレジット市場がある。